# 玛米亚16
玛米亚16（Mamiya 16）是1949-1959年日本玛米亚光学公司出产的一系列16毫米微型相机.

## 玛米亚16
1949年最早的型号，有简单的固定焦距25毫米 F3.5镜头，快门B,1/25,1/50,1/100;
胶卷 16毫米
像幅 10x14毫米。

## 玛米亚超16

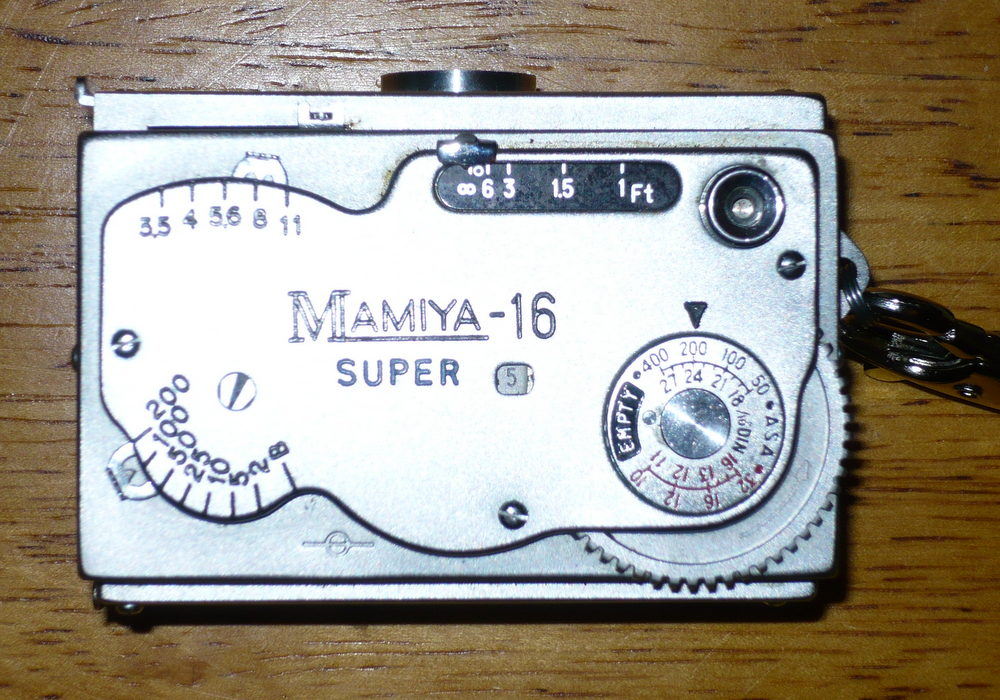
Mamiya 16 Super

玛米亚超16 （Mamiya 16 Super)，1950年I型：
长 65毫米，宽45毫米，高32毫米，重170克
镜头Cute 25毫米 F3.5，对焦由1英尺-无穷远
快门 B,1/2,1/5,1/10,1/25,1/50,1/100,1/200
1957年II型，1958年III型大同小异

## 玛米亚自动16

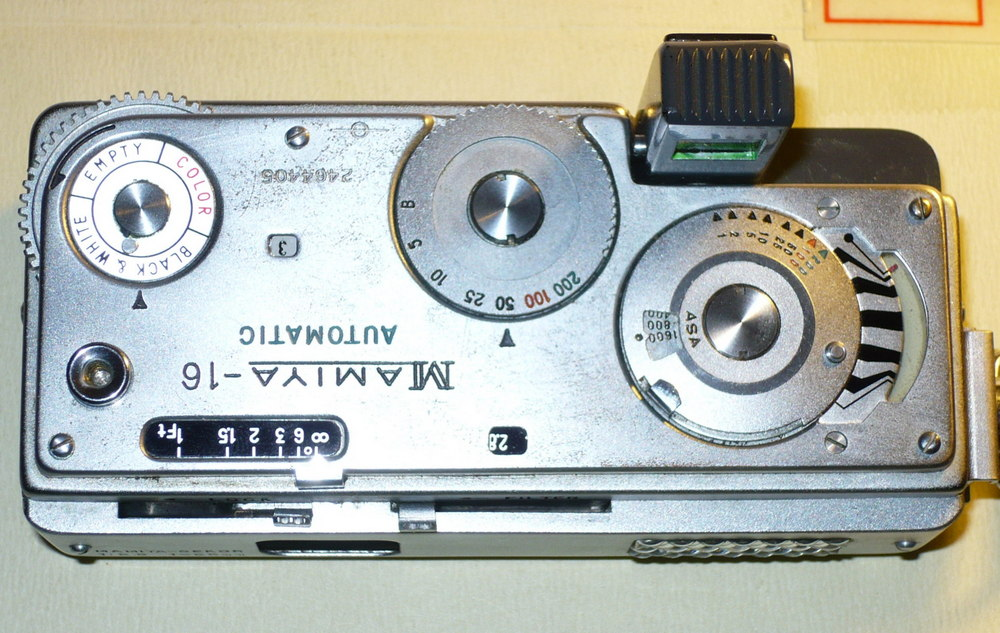
Mamiya 16 automatic

1959年玛米亚自动16（Mamiya 16 Automatic)
长110毫米，宽48毫米，高31毫米，重275克
镜头 Mamiya Sekor 25毫米 /F2.8,1英尺至无穷远
测光表：硒测光表
快门 B,1/5,1/10,1/25,1/50,1/100,1/200